# Всеукраїнський комітет охорони пам'яток мистецтва і старовини
Всеукраїнський комітет охорони пам'яток мистецтва і старовини (ВУКОПМІС) — державний орган, створений 3 лютого 1919 в Харкові при відділі мистецтв Наркомосу УСРР з метою здійснення обліку, реєстрації, охорони, вивчення та популяризації пам'яток. Від 2-ї пол. лют. — окрема установа в структурі Наркомосу. Працював у лют.–берез. 1919 в Харкові, в квіт.–лип. — в Києві. Відновив діяльність влітку 1920 в Харкові. Складався з музейної, етногр., археол., архіт.-монументальної та архів.-бібліографічної секцій. На місцях діяли губернські КОПМІСи (Волин., Київ., Одес., Подільський, Полтав., Харків., Черніг.) та секції при відділах нар. освіти (Катеринославська та Херсон. губ.), окремі повітові й міські к-ти.
У різний час в роботі ВУКОПМІСу брали участь Д. Багалій, В. О. Барвінський, М. Біляшівський, С. Гіляров, Ф. Ернст, Г. Лукомський, М. Макаренко, В. Модзалевський, I. Моргілевський, О. Новицький, Н. Полонська-Василенко, М. Сумцов, С. Таранушенко, О. Федоровський, Ф. Шміт та інші. Комітетт ініціював проведення 1-ї держ. реєстрації пам'яток мист-ва і старовини, видання декрету про націоналізацію істор. та худож. цінностей, заборону їх знесення чи знищення, перероблення, реквізицій та вивезення. Організовував наук. експедиції та обстеження пам'яток, археол. розкопки, ремонтно-реставраційні роботи архіт. споруд, спец. курси, лекції та екскурсії для населення. Важливим напрямом діяльності було обстеження покинутих садиб, будинків, квартир, монастирів і церков з метою виявлення й охорони культ. цінностей. Сприяв створенню мережі держ. музеїв в Україні, системи архів. установ, розробленню проекту проведення архів. реформи. В квіт. 1921 ВУКОПМІС було поділено на Гол. архів. управління та Гол. управління в справах музеїв, охорони пам'яток мист-ва, старовини і природи (Головмузей), на яке покладалися функції к-ту. В груд. 1921 Головмузей припинив існування як самостійний орган і був підпорядкований Гол. управлінню в справах політико-просвітницької роботи Наркомосу УСРР.